# Neohindeodella
Genre
Taxons de rang inférieur
Neohindeodella est un genre éteint de conodontes.
Les espèces datent du Trias.
Une espèce, Neohindeodella detrei, a la particularité d'être la dernière espèce de conodontes à s'éteindre, au cours de l'Hettangien, un étage du Jurassique inférieur

## Espèces
- Neohindeodella aequiramosa Kozur & Mostler, 1970[3]
- Neohindeodella benderi (Kozur & Mostler, 1970)[3]
- Neohindeodella budorovi (Burij, 1979)
- Neohindeodella curvata Kozur & Mostler, 1970[3]
- Neohindeodella detrei Kozur & Mock, 1991[1]
- Neohindeodella dropla (Spasov & Ganev, 1960)
- Neohindeodella excurvata Götz, 1995[4]
- Neohindeodella germanica Götz, 1995[4]
- Neohindeodella mombergensis (Tatge, 1956)[5]
- Neohindeodella nevadensis (Müller, 1956)
- Neohindeodella rhaetica Kozur & Mock, 1991[1]
- Neohindeodella riegeli (Mosher, 1968)
- Neohindeodella suevica (Tatge, 1956)[5]
- Neohindeodella sulcodentata (Budurov, 1962)
- Neohindeodella summesbergeri Kozur & Mostler, 1970[3]
  - Neohindeodella summesbergeri summesbergeri Kozur & Mostler, 1970[3]
  - Neohindeodella summesbergeri praecursor Kozur & Mostler, 1970[3]
- Neohindeodella triassica (Müller, 1956)[6] (décrite sous le nom Hindeodella triassica)
  - Neohindeodella triassica triassica (Müller, 1956)
  - Neohindeodella triassica aequidentata Kozur & Mostler, 1970[3]
- Neohindeodella vietnamica Thang, 1989[7]